# Fédération de football du Land de Mecklembourg-Poméranie-Occidentale
La Fédération de football du Land de Mecklembourg-Poméranie-Occidentale (LFV, allemand : Landesfußballverband Mecklenburg-Vorpommern) est une fédération régionale de football, membre de la DFB, subalterne de la Nordostdeutscher Fussball-Verband (NOFV). Elle compte en 2023 66 420 licenciés répartis en 1 738 clubs.
La LFV couvre le territoire du Land de Mecklembourg-Poméranie-Occidentale.

## Histoire

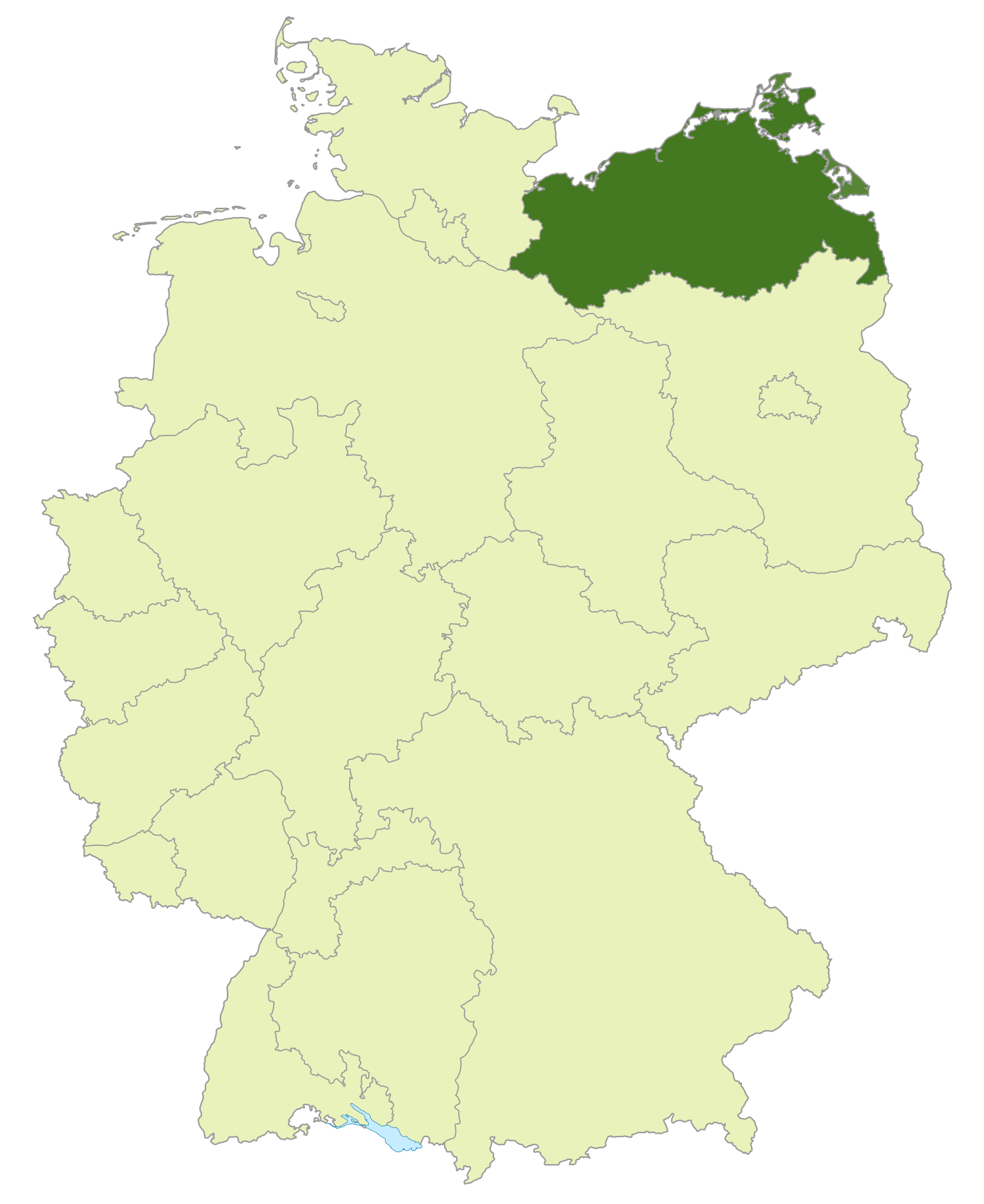
Territoire couvert par la Fédération de football du Land de Mecklembourg-Poméranie-Occidentale

### Mecklenburgischer Fußball-Bund

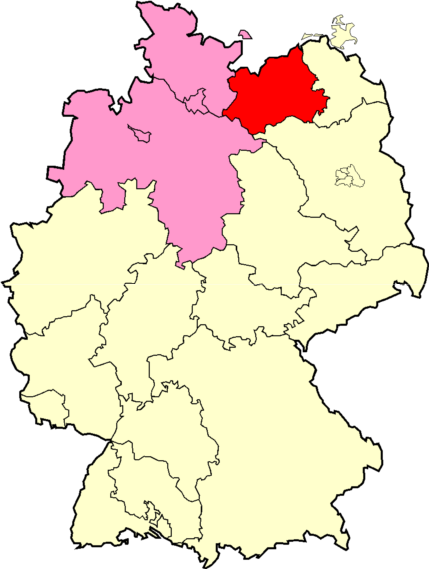
Localisation du territoire de l'ancienne MFB (en rouge) par rapport au reste de celui de l'ancienne NSV (en rose)

Les origines de la LFV remontent à la création, le 11 décembre 1904 (certaines sources parlent du 18 décembre) de la Mecklenburgischer Fußball-Bund (MFB).
Les initiateurs du projet furent:
- Schweriner FC 1903
- FC Vorwärts 1904 Schwerin
- FC Elite 1903 Wismar

Cette fondation faisait suite à un appel lancé par le Schweriner FC 1903. Cet appel disait en substance ceci:
"Puisque nous savons que la création d'une Fédération de football d'Allemagne du Nord (Brême, Hambourg, Altona, Kiel, Lüneburg, etc) est prévue, les membres soussignés du FC Schwerin de 1903 appellent les clubs de football du Mecklembourg à se réunir afin de créer une fédération régionale…Il est temps que les clubs du Mecklembourg agissent pour ne pas tomber sous la menace d'une exclusion de la Fédération…Une réunion aura lieu le à 11 Schwerin décembre à Schwerin. Nous espérons sincèrement que notre appel sera entendu, pour le bien-être du football dans le Mecklembourg ! Fait à Schwerin, le 3 décembre 1904. R. Burman, E. Harnak."
La MFB créa son premier championnat de mars à mai 1905.
Le 15 avril 1905, la MFB, représentée par ses trois clubs fondateurs fit partie des fondatrices de la Norddeutscher Spiel-Verband (NSV).
En vue de la saison 1905--1906, un des fondateurs le FC Elite 1903 Wismar prit le nom de Wismarer FC 1905. De nouvelles équipes rejoignirent la MFB:
- Rostocker FC 1895
- FC Alemannia 1903 Rostock
- FC Germania 1901 Rostock
- FC Germania 1904 Wismar [2].

À partir de 1907, le territoire de la Mecklenburgischer Fußball-Bund devint le Bezirk IV Hannover de la NSV.

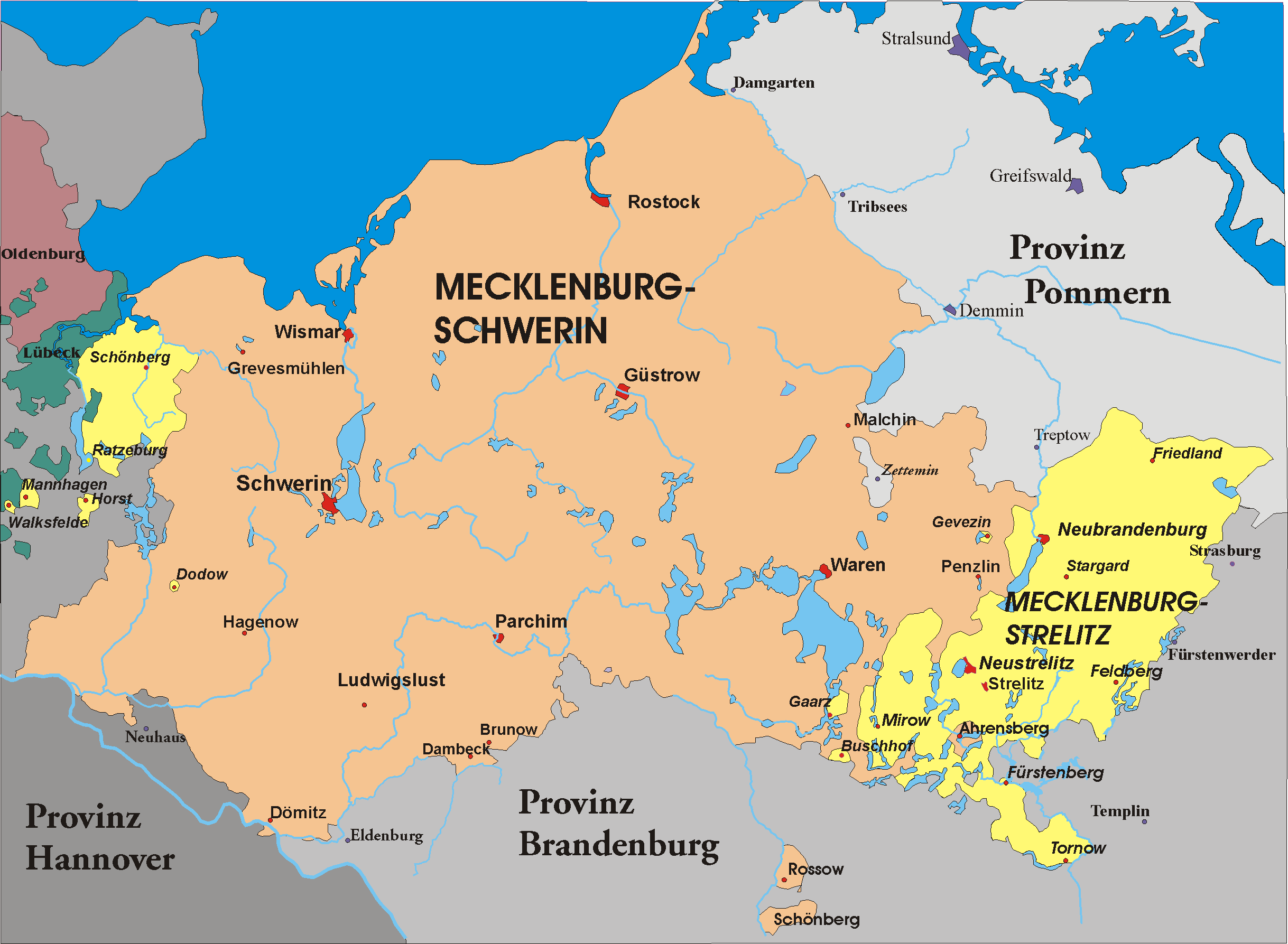
"Le Mecklembourg tel qu'il était entre 1814 et 1934"

- Championnats de la MFB

| - 1905: Schweriner FC 1903 - 1906: Rostocker FC 1895 - 1907: Schweriner FC 1903 |

### Norddeutscher Spiel-Verband
De 1907 à 1933, la Norddeutscher Spiel-Verband (NSV) présida aux destinées du football dans toute la région Nord, avec délégation de pouvoir à certains comités locaux.
En 1922, une réforme créa deux Kreisen (arrondissements): celui Lübeck-Mecklenburg-Schwerin, et celui de Mecklenburg-Strelitz-Vorpommern. En 1925, les équipes de Vorpommern quittèrent la Norddeutscher Spiel-Verband (NSV), pour rejoindre la Baltenverband.
Après l'arrivée au pouvoir des Nazis, toutes les fédérations régionales de football existantes furent dissoutes. Les clubs de la région furent versés dans la Gauliga Nordmark. En 1942, cette ligue fut scindée en trois ligues distinctes. Les équipes du Mecklembourg furent versées dans la Gauliga Mecklenburg.
Après la défaite de l'Allemagne nazie, le Mecklembourg fit partie de la zone d'occupation soviétique. À partir de 1949, le territoire devint un district (Bezirk) de la RDA.

### Landesfußballverband Mecklenburg-Vorpommern
Après la réunification allemande, les clubs de cette région revinrent dans le giron de la DFB, avec la fondation, le 14 juillet 1990 de la Landesfußballverband Mecklenburg-Vorpommern (LFV).

## Organisation

"Découpage administratif du Land de Mecklembourg-Poméranie-Occidentale"

La LFV est administrativement subdivisée en six associations d'arrondissement (Kreisenverandes): Kreis Schwerin-Nordwestmecklenburg, Kreis Westmecklenburg, Kreis Warnow, Kreis Mecklenburg Seenplatte-Vorpommern, Kreis Nordvorpommern-Rügen et Kreis Vorpommern.

## Ligues
La plus haute ligue de la LFV est la Verbandsliga Mecklenburg-Vorpommern. Il s'agit d'une ligue de niveau 6, située juste en dessous de l'Oberliga NOFV-Nord.

### Pyramide du football masculin de la LFV
| Niveaux                   | Ligues                                                      | Ligues                                                      | Ligues                                                      | Ligues                                                      | Ligues                                                      | Ligues                                                      |
| ------------------------- | ----------------------------------------------------------- | ----------------------------------------------------------- | ----------------------------------------------------------- | ----------------------------------------------------------- | ----------------------------------------------------------- | ----------------------------------------------------------- |
| 6e                        | Verbandsliga Mecklenburg-Vorpommern 15 équipes              | Verbandsliga Mecklenburg-Vorpommern 15 équipes              | Verbandsliga Mecklenburg-Vorpommern 15 équipes              | Verbandsliga Mecklenburg-Vorpommern 15 équipes              | Verbandsliga Mecklenburg-Vorpommern 15 équipes              | Verbandsliga Mecklenburg-Vorpommern 15 équipes              |
| 7e                        | 2 groupes de Landesliga Mecklenburg-Vorpommern 29 équipes   | 2 groupes de Landesliga Mecklenburg-Vorpommern 29 équipes   | 2 groupes de Landesliga Mecklenburg-Vorpommern 29 équipes   | 2 groupes de Landesliga Mecklenburg-Vorpommern 29 équipes   | 2 groupes de Landesliga Mecklenburg-Vorpommern 29 équipes   | 2 groupes de Landesliga Mecklenburg-Vorpommern 29 équipes   |
| 8e                        | 4 groupes de Landesklasse Mecklenburg-Vorpommern 57 équipes | 4 groupes de Landesklasse Mecklenburg-Vorpommern 57 équipes | 4 groupes de Landesklasse Mecklenburg-Vorpommern 57 équipes | 4 groupes de Landesklasse Mecklenburg-Vorpommern 57 équipes | 4 groupes de Landesklasse Mecklenburg-Vorpommern 57 équipes | 4 groupes de Landesklasse Mecklenburg-Vorpommern 57 équipes |
| (↓ variable par district) |                                                             |                                                             |                                                             |                                                             |                                                             |                                                             |
| 9e                        | Kreisoberliga Schwerin-Nordwestmecklenburg 14 équipes       | Kreisoberliga Westmecklenburg 14 équipes                    | 3 groupes de Kreisoberliga Warnow 32 équipes                | 2 groupes de Kreisoberliga Meckl. Seenplatte 27 équipes     | Kreisoberliga Nordvorpommern-Rügen 14 équipes               | Kreisoberliga Vorpommern-Greifswald 14 équipes              |
| 10e                       | Kreisliga Schwerin-Nordwestmecklenburg 12 équipes           | 3 groupes de Kreisliga Westmecklenburg 30 équipes           | 3 groupes de Kreisliga Warnow 28 équipes                    | 3 groupes de Kreisliga Meckl. Seenplatte 34 équipes         | 2 groupes de Kreisliga Nordvorpommern-Rügen 21 équipes      | 3 groupes de Kreisliga Vorpommern-Greifswald 34 équipes     |
| 11e                       | 1. Kreisklasse Schwerin-Nordwestmecklenburg 12 équipes      |                                                             | 2 groupes de 1. Kreisklasse Warnow 22 équipes               |                                                             |                                                             |                                                             |

### Juniors garçons A
| Niveaux | Ligues                                                 | Ligues                                                 | Ligues                                                 | Ligues                                                 | Ligues                                                 | Ligues                                                 |
| ------- | ------------------------------------------------------ | ------------------------------------------------------ | ------------------------------------------------------ | ------------------------------------------------------ | ------------------------------------------------------ | ------------------------------------------------------ |
| 3e      | Verbandsliga Mecklenburg-Vorpommern 10 équipes         | Verbandsliga Mecklenburg-Vorpommern 10 équipes         | Verbandsliga Mecklenburg-Vorpommern 10 équipes         | Verbandsliga Mecklenburg-Vorpommern 10 équipes         | Verbandsliga Mecklenburg-Vorpommern 10 équipes         | Verbandsliga Mecklenburg-Vorpommern 10 équipes         |
| 4e      | 3 groupes Landesliga Mecklenburg-Vorpommern 30 équipes | 3 groupes Landesliga Mecklenburg-Vorpommern 30 équipes | 3 groupes Landesliga Mecklenburg-Vorpommern 30 équipes | 3 groupes Landesliga Mecklenburg-Vorpommern 30 équipes | 3 groupes Landesliga Mecklenburg-Vorpommern 30 équipes | 3 groupes Landesliga Mecklenburg-Vorpommern 30 équipes |

### Juniors garçons B
| Niveaux | Ligues                                                 | Ligues                                                 | Ligues                                                 | Ligues                                                 | Ligues                                                 | Ligues                                                 |
| ------- | ------------------------------------------------------ | ------------------------------------------------------ | ------------------------------------------------------ | ------------------------------------------------------ | ------------------------------------------------------ | ------------------------------------------------------ |
| 3e      | Verbandsliga Mecklenburg-Vorpommern 12 équipes         | Verbandsliga Mecklenburg-Vorpommern 12 équipes         | Verbandsliga Mecklenburg-Vorpommern 12 équipes         | Verbandsliga Mecklenburg-Vorpommern 12 équipes         | Verbandsliga Mecklenburg-Vorpommern 12 équipes         | Verbandsliga Mecklenburg-Vorpommern 12 équipes         |
| 4e      | 3 groupes Landesliga Mecklenburg-Vorpommern 36 équipes | 3 groupes Landesliga Mecklenburg-Vorpommern 36 équipes | 3 groupes Landesliga Mecklenburg-Vorpommern 36 équipes | 3 groupes Landesliga Mecklenburg-Vorpommern 36 équipes | 3 groupes Landesliga Mecklenburg-Vorpommern 36 équipes | 3 groupes Landesliga Mecklenburg-Vorpommern 36 équipes |

### Football féminin
| Niveaux                   | Ligues                                        | Ligues                                        | Ligues                                        | Ligues                                        | Ligues                                        | Ligues                                        |
| ------------------------- | --------------------------------------------- | --------------------------------------------- | --------------------------------------------- | --------------------------------------------- | --------------------------------------------- | --------------------------------------------- |
| 4e                        | Verbandsliga Mecklenburg-Vorpommern 6 équipes | Verbandsliga Mecklenburg-Vorpommern 6 équipes | Verbandsliga Mecklenburg-Vorpommern 6 équipes | Verbandsliga Mecklenburg-Vorpommern 6 équipes | Verbandsliga Mecklenburg-Vorpommern 6 équipes | Verbandsliga Mecklenburg-Vorpommern 6 équipes |
| (↓ variable par district) |                                               |                                               |                                               |                                               |                                               |                                               |
| 5e                        |                                               | Kreisoberliga Westmecklenburg 9 équipes       | Kreisliga Warnow 13 équipes                   |                                               |                                               | Kreisoberliga Vorpommern-Greifswald 6 équipes |

### Juniors filles B
| Niveaux | Ligues                                        | Ligues                                        | Ligues                                        | Ligues                                        | Ligues                                        | Ligues                                        |
| ------- | --------------------------------------------- | --------------------------------------------- | --------------------------------------------- | --------------------------------------------- | --------------------------------------------- | --------------------------------------------- |
| 2e      | Verbandsliga Mecklenburg-Vorpommern 6 équipes | Verbandsliga Mecklenburg-Vorpommern 6 équipes | Verbandsliga Mecklenburg-Vorpommern 6 équipes | Verbandsliga Mecklenburg-Vorpommern 6 équipes | Verbandsliga Mecklenburg-Vorpommern 6 équipes | Verbandsliga Mecklenburg-Vorpommern 6 équipes |

## Clubs phares
Parmi les clubs les plus réputés et le plus titrés de la LFV, citons:
- FC Hansa Rostock
- Schweriner FC 03 (disparu)

Drapeau du Länder de Mecklembourg-Poméranie antérieure
Armoiries du Länder de Mecklembourg-Poméranie antérieure

### Les autres fédérations subalternes de la NOFV
- Berliner Fußball-Verband (BFV)
- Fußball-Landesverband Brandenburg (FLB)
- Sächsischer Fußball-Verband (SFV)
- Fußballverband Sachsen-Anhalt (FSA)
- Thüringer Fußball-Verband (TFV)